# Gián điệp hoàng cung
Gián điệp hoàng cung hay Ám sát hoàng thượng (tên chính thức: Gabi là bộ phim truyện năm 2012 của điện ảnh Hàn Quốc dựa trên tiểu thuyết có thật (có tên là Noseoa Gabi: Cà phê Nga La Tư) về sự kiện vụ ám sát Triều Tiên Cao Tông trong lịch sử Triều Tiên và một số tình tiết được hư cấu về chủ trương nhập và phổ biến thức uống cà phê của vị hoàng đế này đối với đất nước mình. Trong phim nổi bật với hình ảnh vị vua nhâm nhi tách cà phê như một cái gì đó rất mới vào thời điểm đó, đồng thời cảnh đại sứ quán ở Nga và cảnh đầu máy hơi nước tái tạo đồ họa máy tính là một trong những cảnh đẹp.
Phim tập trung vào tình thiết kế hoạch ám sát Hoàng đế Triều Tiên đang lưu vong của các thế lực Nhật Bản với Kế hoạch mang tên Sadako với trọng trách của một người phụ nữ Triều Tiên mang quốc tịch Nhật Bản với bí danh Tanya vào vai của một Thợ pha cà phê cũng như xoay quanh câu chuyện về tình yêu của cô này. Danya - một nhân vật có thật trong lịch sử và là người thợ pha cà phê đầu tiên của triều đại Chosun.

## Nội dung
Bộ phim được bắt đầu về câu chuyện của cặp tình nhân Tanya (do Kim So-yeon đóng) và Ilych (do Joo Jin-mo vào vai) vừa yêu nhau say đắm đồng thời là những cao thủ chuyên tham gia các vụ cướp những chuyến tàu hỏa chở cà phê của người Nga ở tuyến đường sắt Viễn Đông để bán lại cho chính người Nga nhằm thu lợi nhuận. Sau đó cặp tình nhân này bị truy sát và bị bắt, và số phận trớ trêu cả hai phải vô tình nhận một nhiệm vụ từ thế lực Nhật Bản và phải làm ra vẻ không quen biết nhau.
Ilych đóng vai trò là sĩ quan Nhật Bản đóng quân tại Triều Tiên để trực tiếp can dự vào tình hình nước này. Tanya thì phải đóng vai một phụ nữ có nghề pha cà phê và được cử vào Tòa Lãnh sự quán của Nga tại Triều Tiên để phục vụ cho Hoàng đế Cao Tông (Park Hee-soon thủ vai) đang lưu vong tại đây. Ở đây, sau khi Hoàng hậu Minh Thành bị ám sát bởi người Nhật và diễn ra một vụ đảo chính, Hoàng đế Cao Tông phải lưu vong vào lãnh sự quán của Nga và luôn ám ảnh với một nỗi cô đơn nhưng luôn mơ giấc mơ phục quốc.
Là người của một tổ chức gián điệp, Tanya có nhiệm vụ phải tiếp xúc ám sát Hoàng đế. Thế nhưng, sau một thời gian tiếp xúc với vị vua cô đơn, Danya lại thay đổi quyết định. Tanya lại thay đổi quyết định và tự biến mình thành kẻ bị truy giết vì phản bội tổ chức và bị tổ chức gián điệp truy sát. Sự gần gũi với vị vua đã khiến cô cảm thấy có tình cảm với vị vua buồn bã này đồng thời khâm phục tinh thần dân tộc và ý chí phục quốc của vị vua. Cô đã từ bỏ nhiều lần những cơ hội ám sát vị vua khi có thể cho chất độc vào cà phê dâng lên cho vị vua.
Vị Hoàng đế lưu vong tại chính đất nước của mình có thói quen uống cà phê và nghiện cà phê, ông tâm sự rằng: "Trẫm từ khi lưu vong đến nay, ngày nào ăn cái gì cũng thấy có vị đắng, nhưng khi uống cà phê có vị đắng thì lại cảm thấy trong đó có vị ngọt" bên cạnh đó cuộc sống hàng ngày tiếp xúc với vị vua này làm cho cô cảm thấy có cảm giác gần gũi (sau này chính Hoàng Đế nói với cô rằng ông biết tất cả về cô, biết về phụ thân của cô chính là người đã hi sinh vì ông) Điều này khiến cô thay đổi và trở thành người phò tá đắc lực cho vị vua.
Tuy nhiên sự gần gũi của cô với Hoàng đế khiến người yêu của cô là Ilych hiểu lầm rằng cô không còn yêu anh mà lại đi yêu vị vua bất tài này, anh nổi máu ghen tuông, và thay vì cộng tác một cách bất đắc dĩ với người Nhật, thì anh này lại làm tay sai đắc lực cho người Nhật trong việc tìm và tiêu diệt các tổ chức vũ trang của vua Cao Tông tổ chức bí mật tại những căn cứ địa ở làng quê gây tổn thất lớn cho ý đồ của vị vua này. Đặc biệt khi nhìn thấy ngón tay của Tanya không còn đeo chiếc nhẫn đính hôn của mình, anh ta như điên lên và lặng im không nói. Anh ta quyết định mình sẽ là người trực tiếp xâm nhập vào lãnh sự quán và ám sát Hoàng Đế.
Trước khi thực hiện mưu đồ đen tối Ilych gửi thư bí mật cho Danya yêu cầu gặp gỡ để tâm sự, khi gặp anh đã đè cô ra, xé áo cô định cưỡng hiếp, nhưng khi anh xé áo banh ngực của cô ra, anh ta thấy chiếc nhẫn đính hôn cô lồng vào sợi giây chuyền và đeo trước ngực, giấu sau lớp áo. Ilych như bừng tỉnh, anh nhận ra mình đã quá sai lầm, vì Dania vẫn còn yêu anh. Anh hối hận và thay đổi tất cả, anh xâm nhập vào Hoàng cung để gặp trực tiếp vị vua tố cáo toàn bộ kế hoạch ám sát của người Nhật, sau đó anh vội vã chạy đi để bảo vệ Dania thoát khỏi sự truy sát của tổ chức. Anh đã liều chết để đỡ đạn cho cô và chết trong tình yêu.
Bộ phim kết thúc với sự kiện vị vua Cao Tông chính thức xưng làm Hoàng Đế và phổ biến cà phê trong đất nước. Dania trở thành một nữ nhà văn viết tiểu thuyết hay đi trên những chuyến tàu mà trước đó cô cùng với người yêu đã từng tổ chức cướp cà phê.

## Diễn viên
- Kim So-yeon trong vai Tanya[2]
- Joo Jin-mo trong vai Ilych[3]
- Park Hee-soon trong vai Hoàng đế
- Yoo Sun trong vai Sadako
- Jo Deok-hyeon trong vai Seok-joo
- Kim Hyun-ah trong vai nội phủ
- Kim Ga-eun trong vai Geum-hee
- Kim Eung-soo trong vai Miura Goro
- Jo Seung-yeon trong vai Min Young-hwan
- Jo Duk-je trong vai gián điệp
- Kim Min-hyuk trong vai Takeda
- Hong Young-geun trong vai Ryosuke
- Eom Hyo-seop trong vai phụ thân của Tanya

## Thông tin khác
Ban đầu, vai diễn Danya được giao cho nữ diễn viên Lee Dae Hee nhưng phút cuối, diễn viên này lại quyết định từ chối. Kim So Yeon được chọn là giải pháp thay thế cho vai nữ chính còn bỏ ngỏ. Kim So-yeon khi tham gia dự án điện ảnh gặp rất nhiều khó khăn do cô không hề biết tiếng Nga, cô đã phải học thuộc lòng hết các câu thoại bằng tiếng Nga từ trước khi phim bấm máy. Cô nhẩm học lời thoại vào bất cứ lúc nào, kể cả lúc ăn. Nhờ những nỗ lực không ngừng đó mà khả năng thể hiện lời thoại tiếng Nga của cô trong phim rất lưu loát.